# 제니퍼 켄달
제니퍼 켄달(Jennifer Kendal, 1933년 2월 28일 ~ 1984년 9월 7일)은 잉글랜드의 배우이자 인도 뭄바이 소재 프리티비 극장의 창립자이다.

## 영화
- 가정과 세상 (1984년)
- 36 초링기가 (1981년)
- 플라이트 오브 피전스 (1979년)
- 봄베이 토키 (1970년)
- 셰익스피어 왈라 (1965년)